# Моћ Судбине (опера)
Моћ Судбине (La Forza del Destino), опера у четири чина Ђузепеа Вердија

## Либрето
Франческо Марија Пјаве (Francesco Maria Piave) према драми Дон Алваро, или Моћ греха (Don Alvaro, o La fuerza del sino) Ангела де Сааведре (Angelo de Saavedra) са убаченом сценом из Валенштајнског кампа (Wallensteins Lager) Фридриха Шилера (Friedrich Schiller).

## Праизведба
- Прва верзија

10. новембар 1862, Санкт Петербург у Великом Царском Театру.
- Прерађена верзија уз додатни текст Антонија Гисланцонија (Antonio Ghislanzoni)

27. фебруар 1869, Милано у Teatro alla Scala.

## Ликови и улоге
| Маркиз од Калатраве (Marchese di Calatrava) |                                          | бас        |
| Леонора ди Варгас (Leonora di Vargas)       | његова ћерка                             | сопран     |
| Дон Карло ди Варгас (Don Carlo di Vargas)   | његов син                                | баритон    |
| Дон Алваро (Don Alvaro)                     | мешанац, потомак краљевског племена Инка | тенор      |
| Прециосила (Preziosilla)                    | млада циганка                            | мецосопран |
| Игуман (Padre Guardiano)                    | фрањевац                                 | бас        |
| Фра Мелитоне (Fra Melitone)                 |                                          | баритон    |
| Кура (Curra)                                | Леонорина пратиља                        | мецосопран |
| Алкалдо                                     |                                          | бас        |
| Мастро Трабуко (Mastro Trabuco)             | мазгар, затим путујући трговац           | тенор      |
| Хирург                                      | лекар у шпанској војсци                  | тенор      |

мазгари, шпански и италијански сељаци, шпански и италијански војници свих чинова, ађутанти, италијански регрути, фрањевци (хор)

## Место и време
Шпанија и Италија средином XVIII века

### I чин
Севиља, соба у кући маркиза од Калатраве. Леонора ди Варгас очекује свог љубавника, Дон Алвара, потеклог из племена Инка. Пошто јој је њен отац забранио брак са мешанцем, она планира да одбегне са њиме. Ипак, пошто воли свог оца, неодлучна је и маркиз их затиче у бегу. Дон Алваро жели да покаже да не жели насиље и испушта пиштољ. Он случајно опали и убија маркиза.

### II чин
- Сцена I

Село Хорнахуелос. Леонора и Алваро су побегли, али су се у бегу раздвојили током ноћи. Леонора сада лута земљом, без дома, у потрази за Алваром и прерушена је у мушкарца да би избегла освету свог брата Карла. У луци, среће се са њиме, али је Карло не препозна у општој гужви око регрутације нових војника. Карло заинтересованима прича о Леонори и Алвару, који се, како он каже, вратио у Америку. Сада се Леонора осећа одговорном за очеву смрт, и напуштеном и изданом од Алвара. Заклиње се на живот самоће и прочишћења.
- Сцена II

Фрањевачки самостан Госпе од Анђела крај Хорнахуелоса. Леонора тражи уточиште од братовљеве потраге и, пре свега, спас од ватрене чежње за својим љубавником. Стога се не одлучује за самостан, већ за живот пустињака. Игуман зна за Леонорину причу и прима је у ред и даје јој усамљено место крај самостана да се настани. Свакоме ко приђе том месту је запрећено проклетством.

### III чин
- Сцена I

Италија, шума крај Велетрија. Године су прошле. Верујући да је Леонора мртва, Алваро се прикључио шпанској војсци и изградио војну каријеру под лажним именом. Када спасе једног официра, они постају блиски пријатељи. Тај официр је Карло, који служи у војсци такође под лажним именом. 
- Сцена II

Пријемна соба у одајама високог шпанског официра. Алваро је озбиљно рањен. Он даје Карлу све што поседује, молећи га да уништи све документе након његове смрти. Карло почиње да сумња када пријатељ спомене име Калатрава. Његова заклетва му забрањује да прочита документе, али међу стварима налази Леонорин портрет и схвата да је његов пријатењ у ствари непријатељ којег је тако дуго прогањао.
- Сцена III

Карло открива свој идентитет Алвару, који се опоравио и изазива га на дуел. Алваро покушава да се помири са њиме у име пријатељства, своје невиности и Леонорине љубави, али узалуд. Само стража спаси Алвара од Карловог беса, који је опседнут својом чашћу. Пошто не успева да нађе ни љубав ни разумевање, Алваро одлучује да оде у самостан. Окупљена маса света слави почетак рата: као и алкохол, он нуди заборав ужаса света. Гласови разума, као што је фра Мелитонеов, остају изгубљени у маси.

### IV чин
- Сцена I

Двориште самостана Госпа од Анђела. Фра Мелитоне дели милостињу просјацима. Карло тражи Алвара седам година и напокон га је нашао у самостану. Све се изменило од оне давне ноћи убиства, али Карло и даље тражи освету. Алваро, сада фратар, покушава да избегне сукоб.
- Сцена II

Долина међу каменим литицама. Леонора живи у самоћи већ годинама предана вери, али није успела да дође до унутрашњег, душевног мира за којим жуди. У њој још гори љубав за Алваром. Два човека се појављују пред њеним склоништем и боре се. Алваро је смртно ранио Карла у дуелу. Љубавници се препознају. Карло, умирући, убија своју сестру и она умире у Алваровим рукама, уз игуманов благослов. (према првој верзији опере, Алваро се баци у понор након њене смрти).

## Познате музичке нумере
- Il Santo Nome del Dio Signore sia benedetto! – Финале II чина
- Pace! Pace! – Леонорина арија (IV чин)